# 吉成名高
吉成 名高（よしなり なだか、泰: นาดากะ เอวะสปอร์ตยิม、2001年1月8日 - ）は、日本のムエタイ選手。エイワスポーツジム所属。2019年にミニフライ級で日本人初のラジャダムナン、ルンピニー統一王者に認定され、2024年までにラジャダムナンでフライ級、スーパーフライ級を含む3階級を制覇。その他、WMC世界ピン級王座、WBCムエタイおよびIBFムエタイ世界ミニフライ級王座、WPMF世界フライ級王者、プロムエタイ協会フライ級王座、WBCムエタイ・スーパーフライ級でダイヤモンド王座を獲得。別名、「名高・エイワスポーツジム」。

## 略歴
幼少期に兄の影響で空手を始め、小学3年生よりムエタイを始める。小学5年生のときにタイで修行を行い、キックボクシングでアマチュア17冠を達成。
タイで「神の階級」と呼ばれるミニフライ級で、2018年12月にラジャダムナンスタジアム認定王座、2019年4月にルンピニースタジアム認定王座を獲得し、日本人初のムエタイ2大殿堂ラジャダムナン・ルンピニー統一王者となった。
2020年6月に日本のムエタイ団体「BOM（The Battle Of MuayThai）」の興行で行われたBOMフライ級初代王座決定戦で勝利し、初代王者に認定。同年8月にRIZINに初出場し、優心と肘ありルールで対戦し、TKO勝利。同年12月31日にはペットマライ・ジャルーンウィットと対戦し、1回に3ノックダウンを奪いKO勝利。
2021年4月にBOMでIBUKI BRAVERYと対戦し、KO勝利。同年6月の「RIZIN.29」ではNJKFフライ級王者の誓と対戦し、顔面への肘打ちでドクターストップとなりTKO勝利。
2023年にRWS(ラジャダムナン・ワールドシリーズ) Japanに出場し、ソンチャイノーイ、ペットナコン、ウェウワーに勝利し、ラジャダムナンスタジアム認定フライ級王座を獲得し、タイ人以外では史上初となるラジャダムナン王座の2階級制覇を達成。同年8月にはタイで開催されたRWSのメインイベントでフライ級タイトル初防衛戦を行い、KO勝利。タイ国スポーツ省が承認するムエタイ組織WMO（世界ムエタイ機構）が発表したパウンド・フォー・パウンドランキングで1位に選出される。
2024年2月に開催されたRWS Japanでプレーオプラーオに勝利し、ラジャダムナン認定のスーパーフライ級王座を獲得。タイ人以外では史上初となる3階級制覇を達成。同年9月にBOMでWBCムエタイ・ダイヤモンド・スーパーフライ級タイトルマッチでペットアヌワット・ノーアヌワットジムにKO勝利し、同級ダイヤモンド王座を獲得。男子選手としてはブアカーオ・バンチャメーク、センチャイ・PKセンチャイムエタイジムに続く史上3人目のダイヤモンドベルト獲得者となった。12月にはSHOOT BOXINGでオープンフィンガーグローブムエタイルールに初挑戦し、バックチョー・シックンナにTKO勝利。
2025年3月にさいたまスーパーアリーナで開催された「ONE 172: 武尊 VS ロッタン」でONE Championshipに初出場し、元ルンピニースタジアム認定ライトフライ級王者のラック・エラワンに左ストレートでKO勝利。同年6月には元オムノーイスタジアム2階級制覇王者でONEで3戦3勝3KOのバンルーロック・シットワチャラチャイに判定3-0で勝利。

## 選手としての特徴
KO率が高く、肘打ち、テンカオ、ハイキック、三日月蹴りなど多種多彩なフィニッシュでKOしている。吉成は自身のスタイルについて以下のように話している。
尊敬する選手の1人に武尊を挙げ、井上尚弥を憧れの選手としている。

## 戦績

### ムエタイ
| ムエタイ 戦績 | ムエタイ 戦績 | ムエタイ 戦績 | ムエタイ 戦績 | ムエタイ 戦績 | ムエタイ 戦績 | ムエタイ 戦績 |
| ------------- | ------------- | ------------- | ------------- | ------------- | ------------- | ------------- |
| 71 試合       | (T)KO         | 判定          | その他        | 引き分け      | 無効試合      |               |
| 64 勝         | 41            | 23            | 0             | 1             | 0             |               |
| 6 敗          | 0             | 6             | 0             | 1             | 0             |               |

| 勝敗 | 対戦相手                                     | 試合結果                                     | 大会名                                                                                              | 開催年月日     |
|      | ハマダ・アズマニ                             | 試合前                                       | ONE Friday Fights 122                                                                               | 2025年8月29日  |
| ○    | バンルーロック・シットワチャラチャイ         | 3R終了 判定3-0                               | ONE Friday Fights 114                                                                               | 2025年6月27日  |
| ○    | チョークディー・ペッセントーン               | 1R 1:59 KO（左ボディストレート)              | SPASE ONE×BOM                                                                                       | 2025年5月11日  |
| ○    | ラック・エラワン                             | 3R 2:40 KO（左ストレート)                    | ONE 172: 武尊 VS ロッタン                                                                           | 2025年3月23日  |
| ○    | バックチョー・シックンナ                     | 1R 2:38 KO（左飛び膝蹴り)                    | SHOOTO BOXING BATTLE SUMMIT GROUND ZERO TOKYO 2024                                                  | 2024年12月26日 |
| ○    | ペットヌン・ペットムエタイジム               | 5R終了 判定3-0                               | ラジャダムナン・スタジアム 【ラジャダムナン・スタジアム認定スーパーフライ級タイトルマッチ】         | 2024年12月1日  |
| ○    | ボーン・ポンレック                           | 3R 2:13 KO（3ノックダウン)                   | BOM 49                                                                                              | 2024年10月13日 |
| ○    | ペットアヌワット・ノーアヌワットジム         | 2R 2:44 KO（左ストレート)                    | BOM 47                                                                                              | 2024年9月1日   |
| ○    | ジョムホート・コースワンタット               | 5R終了 判定3-0                               | ラジャダムナン・ワールド・シリーズ 【ラジャダムナン・スタジアム認定スーパーフライ級タイトルマッチ】 | 2024年7月14日  |
| ○    | ケビン・マルティネス                         | 3R終了 判定3-0                               | ラジャダムナン・ワールド・シリーズ                                                                  | 2024年4月14日  |
| ○    | プレーオプラート・ペップラオファー           | 5R終了 判定3-0                               | ラジャダムナン・ワールド・シリーズ 【ラジャダムナン・スタジアム認定スーパーフライ級王座統一戦】     | 2024年2月12日  |
| ○    | ジャオクントーン・ソーペッチタワン           | 1R 1:28 KO（左ストレート）                   | TOP BRITS.1 【ムエタイ対抗戦 大将戦】                                                               | 2024年1月21日  |
| ○    | シューサップ・トー・イッティポーン           | 2R 2:05 KO（右ストレート）                   | ラジャダムナン・ワールド・シリーズ 【ラジャダムナン・スタジアム認定スーパーフライ級暫定王座決定戦】 | 2023年12月23日 |
| ○    | ルンサックノーイ・シットニワット             | 2R 0:25 TKO（左ハイキック）                  | Kick Insist 17                                                                                      | 2023年11月26日 |
| ○    | チョンデン・シッダマン                       | 1R 0:48 TKO（左ミドルキック）                | BOM 44                                                                                              | 2023年10月1日  |
| ○    | スーウィチャイ                               | 1R 1:22 KO（右肘打ち）                       | ラジャダムナン・ワールド・シリーズ                                                                  | 2023年9月9日   |
| ○    | ルンヴィッタヤー・ルークジャオメイサイトーン | 4R 2:17 TKO（レフェリーストップ）            | ラジャダムナン・ワールド・シリーズ 【ラジャダムナン・スタジアム認定フライ級タイトルマッチ】         | 2023年8月12日  |
| ○    | ウェウワー・ウォークリンパトゥム             | 5R終了 判定3-0                               | BOM 42 【ラジャダムナン・スタジアム認定フライ級タイトルマッチ】                                     | 2023年7月9日   |
| ○    | ペットナコン・ソーペッタワン                 | 1R 1:37 KO（左膝蹴り）                       | 第一回国際親善大会KICK BOXING WORLD CUP in JAPAN                                                    | 2023年5月14日  |
| ○    | ソンチャイノーイ・ゲッソンリット             | 3R 2:56 KO（3ノックダウン）                  | BOM OUROBOROS 2023                                                                                  | 2023年4月9日   |
| ○    | パタックシン・シンヴィームエタイ             | 3R 2:00 KO（左ハイキック）                   | ラジャダムナン・ワールド・シリーズ                                                                  | 2023年2月25日  |
| ○    | 空龍                                         | 3R終了 判定3-0                               | Road to ONE JAPAN ＆ BOM 37                                                                         | 2022年12月11日 |
| ○    | チャイチャナー・ウォーヴィセットジム         | 2R 0:46 TKO（レフェリーストップ: 左膝蹴り）  | KICK Insist 14 〜VICTORY GYM 25th Anniversary Event 〜                                              | 2022年11月20日 |
| ○    | パンダサック・ソー・トラクンペット           | 1R 2:24 TKO（レフェリーストップ）            | 超RIZIN                                                                                             | 2022年9月25日  |
| ○    | 白幡裕星                                     | 2R 1:02 TKO（レフェリーストップ）            | RIZIN LANDMARK vol.2                                                                                | 2023年3月6日   |
| ○    | クン・ナムイサン・ショウブカイ               | 5R終了 判定3-0                               | BOM WAVE07 -Get Over The COVID-19 【WBCムエタイ世界スーパーバンタム級王座決定戦】                   | 2021年12月5日  |
| ○    | 石川直樹                                     | 1R 2:30 KO（3ノックダウン）                  | RIZIN.31                                                                                            | 2021年10月24日 |
| ○    | 佐藤仁志                                     | 1R 1:23 TKO（パンチ）                        | BOM OUROBOROS                                                                                       | 2021年9月26日  |
| ○    | 誓                                           | 1R 3:00 TKO（ドクターストップ）              | RIZIN.29                                                                                            | 2021年6月27日  |
| ○    | IBUKI BRAVERY                                | 1R 2:24 KO（右肘打ち）                       | BOM WAVE04 pt.1 ~ Get Over The COVID-19 ~                                                           | 2021年4月11日  |
| ○    | ペットマライ・ペットジャルーンウィット       | 1R 2:20 KO（左肘打ち）                       | RIZIN.26                                                                                            | 2020年12月31日 |
| ○    | 阿部秀虎                                     | 2R 2:39 TKO（3ノックダウン : 右肘打ち）      | BOM WAVE 02                                                                                         | 2020年10月4日  |
| ○    | 優心                                         | 2R 3:08 TKO（レフェリーストップ : 左肘打ち） | RIZIN.22                                                                                            | 2020年8月9日   |
| ○    | タクト・ウォー・ワンチャイ                   | 3R終了 判定3-0                               | BOM 〜The Battle Of Muay Tai〜 BOM WAVE 01                                                          | 2020年6月28日  |
| ○    | チー・ユン・ファング                         | 1R 2:45 KO（左ハイキック）                   | The Battle Of Muaythai vol.6 【BOMフライ級王座決定トーナメント決勝】                                | 2019年12月8日  |
| ○    | イ・ジソン                                   | 1R 1:36 KO（右三日月蹴り）                   | Battle Of Muaythai vol.6 【BOMフライ級王座決定トーナメント一回戦】                                  | 2019年12月8日  |
| ○    | Ekmuangkon Mor.KrungthepThonburi             | 3R終了 判定                                  | ラジャダムナン・スタジアム                                                                          | 2019年10月31日 |
| △    | Isantai Sitchefboontham                      | 5R終了 判定                                  | ルンピニー・スタジアム 【IBFムエタイ世界ライトフライ級タイトルマッチ】                              | 2019年9月10日  |
| ×    | Isantai Sitchefboontham                      | 5R終了 判定                                  | ラジャダムナン・スタジアム 【IBFムエタイ世界ライトフライ級タイトルマッチ】                          | 2019年7月18日  |
| ○    | ゲンカー・ヌンポンテープ                     | 5R終了 判定3-0                               | The Battle Of Muaythai SEASON 2 vol.2 【MNAライトフライ級王座決定戦】                               | 2019年6月1日   |
| ○    | シンダム・カフェフォーガ                     | 5R終了 判定3-0                               | The Battle Of Muaythai SEASON 2 vol.1 【ルンピニー・スタジアム認定ミニフライ級王座決定戦】          | 2019年4月14日  |
| ○    | ビッグワン・ソー・シリラック                 | 1R 2:29 KO（左ボディフック)                  | MuayThaiOpen 44 【LPNJミニフライ級王座決定戦】                                                      | 2019年2月24日  |
| ○    | パッチョウ・ウッドムアン                     | 3R TKO（右ストレート）                       | ラジャダムナン・スタジアム                                                                          | 2019年2月7日   |
| ○    | ハーキュリ・ペッシーム                       | 5R終了 判定3-0                               | BOM XX 【ラジャダムナン・スタジアム認定ミニフライ級タイトルマッチ】                                 | 2018年12月9日  |
| ○    | ローマ・ウッドンムアン                       | 1R TKO（レフェリーストップ）                 | ラジャダムナン・スタジアム 【初代IBFムエタイ世界ミニフライ級タイトルマッチ】                        | 2018年9月26日  |
| ○    | ビックワン・サラノン                         | 2R 2:29 KO（左ボディブロー）                 | BOM XVIII                                                                                           | 2018年7月1日   |
| ○    | ジョンウォー・シェフブーントゥム             | 5R終了 判定3-0                               | オムノーイ・スタジアム                                                                              | 2018年6月18日  |
| ×    | ペットモラコット・オードムアン               | 5R終了 判定0-3                               | ラジャダムナン・スタジアム                                                                          | 2018年5月16日  |
| ○    | トゥアンノーン・シンマニー                   | 5R終了 判定3-0                               | BOM XVII 【WBCムエタイ世界ミニフライ級王座決定戦】                                                  | 2018年4月8日   |
| ○    | モンシッド・パヌントーン                     | 4R KO（左ボディストレート）                  | ラジャダムナン・スタジアム                                                                          | 2019年2月19日  |
| ○    | ジョンウォー・ウッドンムアン                 | 2R KO（左ストレート）                        | ラジャダムナン・スタジアム                                                                          | 2017年12月20日 |
| ○    | セガイ・ラッチアノン                         | 5R終了 判定3-0                               | INOKI ISM.2 〜アントニオ猪木「生前葬」〜                                                            | 2017年10月21日 |
| ○    | ペットチン・ルークバーンマイ                 | 5R終了 判定                                  | ラジャダムナン・スタジアム                                                                          | 2017年8月24日  |
| ○    | ライフン・ソーサックサヤーム                 | 5R 1:00 TKO                                  | ラジャダムナン・スタジアム                                                                          | 2017年7月17日  |
| ○    | ヤックセー・シリラックムエタイジム           | 3R 1:52 KO（左肘打ち）                       | BOM XIV 【WMC世界ピン級王座決定戦】                                                                 | 2017年4月9日   |
| ○    | ビックボーン・ソージョイトイペッリュ         | 3R KO                                        | ラジャダムナン・スタジアム                                                                          | 2017年3月9日   |
| ○    | ペッブンチューン・タリンガムエタイ           | 5R終了 判定                                  | ラジャダムナン・スタジアム                                                                          | 2017年1月26日  |
| ○    | スリナコーン・ルークムアンペッド             | 3R終了 判定                                  | WORLD-CLASS MUAYTHAI                                                                                | 2016年12月25日 |
| ○    | 平松侑                                       | 3R 2:52 KO                                   | BOM XIII                                                                                            | 2016年12月4日  |
| ×    | シューサップ・トー・イッティポーン           | 5R終了 判定0-3                               | ムエローク2016 4th 【WMC世界ピン級タイトルマッチ】                                                  | 2016年11月13日 |
| ○    | チャイヤイ・チョーサムピーノン               | 1R KO（ボディへの膝蹴り)                     | マックス・ムエタイ・スタジアム                                                                      | 2016年9月30日  |
| ○    | エッガチャイ・ソージョートイ・ベッリュウ     | 4R KO                                        | ラジャダムナン・スタジアム                                                                          | 2016年9月22日  |
| ○    | デンノンポック・ファダオジム                 | 2R 2:57 KO（左膝蹴り)                        | ムエローク2026 3rd                                                                                  | 2016年9月4日   |
| ○    | デックドーイ・シット・サワダーケオ           | 2R 3:00 TKO（タオル投入)                     | ランシット・インターナショナル・スタジアム                                                          | 2016年8月13日  |
| ○    | ノクノイ・ソー・ルンロム                     | 3R終了 判定3-0                               | アジアティーク「Muay Thai Live」                                                                    | 2016年8月10日  |
| ×    | カーエンイサーン・シットイークウボン         | 5R終了 判定0-3                               | BOM 12                                                                                              | 2016年7月3日   |
| ×    | マヘースワン                                 | 5R終了 判定                                  | イーサーン・スタジアム 【イーサーン -42kgタイトルマッチ】                                           | 2016年5月6日   |
| ○    | 星野梨衣智                                   | 3R終了 判定2-0                               | BOM 11                                                                                              | 2016年4月3日   |
| ○    | セルジット・ソー・マライトン                 | 2分5R終了 判定3-0                            | ラジャダムナン・スタジアム                                                                          | 2016年3月10日  |
| ○    | シャオチュー・ヨウラン                       | 3R終了 判定                                  | Worldwide MMA Alliance                                                                              | 2016年1月8日   |
| ○    | オリー・ポー・ホムクリン                     | 2R KO                                        | ラジャダムナン・スタジアム                                                                          | 2015年11月29日 |
| ×    | SudIo Phetbanpa                              | 2分5R終了 判定                               | ルンピニー・スタジアム                                                                              | 2015年8月15日  |
| ○    | Phensaeng Sakwarun                           | 2分5R終了 判定                               | ルンピニー・スタジアム                                                                              | 2015年6月20日  |

## タイトル
- WMC世界ピン級王座[13]
- WBCムエタイ世界ミニフライ級王座
- IBFムエタイ世界ミニフライ級王座
- ラジャダムナン・スタジアム認定ミニフライ級王座
- ルンピニージャパンミニフライ級王座
- ルンピニー・スタジアム認定ミニフライ級王座
- タイ国スポーツ協会ナーイ・カノム・トム・ライトフライ級王座
- 初代BOMフライ級王座
- WBCムエタイ・ナイカノムトムスーパーバンタム級王座
- タイ国プロムエタイ協会フライ級王座
- WPMF世界フライ級王座
- ラジャダムナン・スタジアム認定フライ級王座
- ラジャダムナン・スタジアム認定スーパーフライ級暫定王座（王座統一戦勝利により正規王座昇格）
- ラジャダムナン・スタジアム認定スーパーフライ級王座
- WBCムエタイスーパーフライ級ダイヤモンド王座

## 表彰
- 2018年12月格闘技月間ベストファイター賞
- 2019年4月ルンピニースタジアム月間MVP